# لويز من سافوا
لويز سافوا (بالفرنسية: Louise de Savoie)‏ (11 سبتمبر 1476 - 22 سبتمبر 1531) كانت نبيلة فرنسية ودوقة أوفيرن وبوربون ودوقة نومور ووالدة الملك فرانسوا الأول ملك فرنسا. كانت نشطة سياسياً وكان وصية على عرش فرنسا في 1515 وفي 1525-1526 وفي 1529.

## السيرة الذاتية
لويز هي الابنة الكبرى لـ فيليب الثاني، دوق سافوي وزوجته الأولى مارغوريت البوربونية التي توفيت مع بلوغها السابعة، وبذلك نشأت على يد الحاكمة آن الفرنسية (زوجة خالها) في قلعة آمبواز، وهناك قابلت لأول مرة مارغريت هابسبورغ التي كانت خطيبة الملك القاصر آنذاك (لاحقاً أصبحت زوجة شقيقها).
أخيراً مع بلوغها الحادية عشر عاماً تزوجت من شارل من أورليان حفيد لويس الأول، دوق أورليان في 16 فبراير 1488 بباريس، ولكن أثناء وصولها إلى العمر الخامسة عشر أصبحت تعيش معه، كان لزوجان ابنتان غير شرعيتان من إحدى العشيقات التي أصبحت لاحقاً صديقتها ووصيفة الشرف لها، وتربى أبناؤهما مع بعضهما البعض، وكذلك له ابنة غير شرعية من عشيقة أُخرى وعاشت معهم أيضا في بلاط أنغوليم، استطعت لويز ترتيب زيجات ناجحة لأبنائه الغير الشرعيين لاحقاً كذلك.
ولدت لويز طفلها الأول مارغريت في 11 أبريل 1492، ثم فرانسوا في 12 سبتمبر 1494، على الرغم من أن زواجهما لم يكن سعيداً، إلا أنهم شاركا حبهم للكتب، زوجها عانى من الأمراض بعد ركوبه للخيل في شتاء 1495، قامت برعايته أثناء مرضه، ومع ذلك توفي في 1 يناير 1496 وعانت من حزن شديد على فراقه.
أثناء الترمل عملت لويز كثيراً من تطوير أبناؤها لأجل مستقبل واعداً، بعد إقامتها مع أبناؤها في كونياك، انتقلت إلى البلاط الملكي بعد وصول قريبهم الملك لويس الثاني عشر إلى سدة الحكم، كان لدى لويز وعي عميق بتعقيدات السياسية والدبلوماسية، بحيث كانت مهتمة كثيراً بالفنون والعلوم عصر النهضة الإيطالي، بحيث عملت أبناؤها روح النهضة الإيطالية، بحيث طلبت كتب خصيصاً لهم وكذلك عملت فرانسوا الإيطالية والإسبانية.
في 1505 مع اشتداد مرض الملك لويس الثاني عشر، قرر اعتبار فرانسوا خليفته، وأن تكون لويز والملكة آن دوقة بريتاني جزءاً من مجلس الوصاية، إلا أن الملك تعافى من محنته، ومع ذلك أصبح المفضل للملك وفي النهاية تزوج من ابنته الكبرى كلود في 8 مايو 1514، وعين وريثاً له.
بعد أقل من عام توفي الملك لويس الثاني عشر، وأصبح ابنها فرانسوا الأول على الفور ملكاً، تم تعيينها كدوقة أنغوليم، وفي 15 أبريل 1524 أصبحت دوقة أنجو، ظلت لويز ناشطة سياسية خلال سنوات الأولى من حكم ابنها بحيث أصبحت الحاكمة على فرنسا أثناء غياب ابنها أثناء حربه في إيطاليا في 1515، وكذلك مرة أُخرى في 1525 حتى 1526 عندما أصبح ابنها سجيناً في مدريد.

خلال فترة الوصاية الثانية عملت لويز جاهدة في السلك الدبلوماسي، بحيث فتحت مفاوضات مع الكاردينال وولسي من أجل معاهدة سلام مع مملكة إنجلترا، على الرغم من الفشل إلا أنه مهدت الطريق إلى معاهدة مور في العام التالي بين المملكتين، وكذلك بدأت في علاقات ودية مع الإمبراطورية العثمانية من خلال إرسال بعثة إلى سليمان القانوني لطلب المساعدة، لكن هذه البعثة ضاعت بطريقها في البوسنة، ولكنها إعادة الكرة في ديسمبر 1525 بإرسال بعثة ثانية والتي تمكنت من الوصول إلى القسطنطينية بحيث طالبت إنقاذ الملك فرانسوا الأول وشن هجوم على هابسبورغ، عادت البعثة بإجابة مقبولة من السلطان في 6 فبراير 1526، ومهدت الخطوات الأولى للتحالف الفرنسي العثماني.

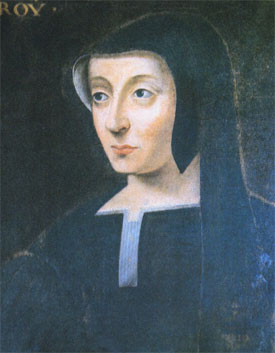
لويز سافوا

كانت المفاوض الرئيسي لمعاهدة كامبراي بين فرنسا والإمبراطورية الرومانية المقدسة المبرمة في 3 أغسطس 1529؛ تلك المعاهدة عرفت أيضا بـ «صلح السيدات»، وضعت حداً للحرب الإيطالية الثانية بين رئيس سلالة فالوا فرانسوا الأول، ورئيس سلالة هابسبورغ شارلكان، إمبراطور روماني مقدس، أكدت المعاهدة مؤقتًا هيمنة هابسبورغ على إيطاليا. تم التوقيع على المعاهدة من قبل لويز بالنيابة عن فرنسا وفي حين زوجة شقيقها الأرملة مارغريت هابسبورغ بالنيابة عن الإمبراطورية الرومانية المقدسة.

## دوقة بوربون
في 1521 مع وفاة ابنة خالها سوزان دوقة بوربون، اعتبرت لويز بأن الحق في ميراث الدوقية باعتبارها حفيدة شارل الأول، دوق بوربون وبالتالي الأقرب من ناحية الدم، متجاهلةً حقوق زوجها شارل الثالث دوق بوربون الذي يعتبر الأقرب من ناحية الذكوري، واقترحت عليه الزواج ولكن بسبب فارق العمر بينهما حال دون ذلك، وبالفعل وقف الملك إلى جانب والدته وصادر جزءاً من الميراث، وبعد لم يكن أي حيلة للدوق، ابرم اتفاقاً سرياً مع العدو الإمبراطور شارلكان، وبعد كشف عن المؤامرة فر نحو إيطاليا عارضاً خدماتها على الإمبراطور، في وطنه تم تجريد من جميع ألقابه، لاحقاً سيتوفى دون وريث شرعي في روما، وبذلك أصبحت لويز الدوقة بلا منازع.

## روابط خارجية
- لويز من سافوا على موقع الموسوعة البريطانية (الإنجليزية)
- لويز من سافوا على موقع إن إن دي بي (الإنجليزية)